# Блестящий ворон

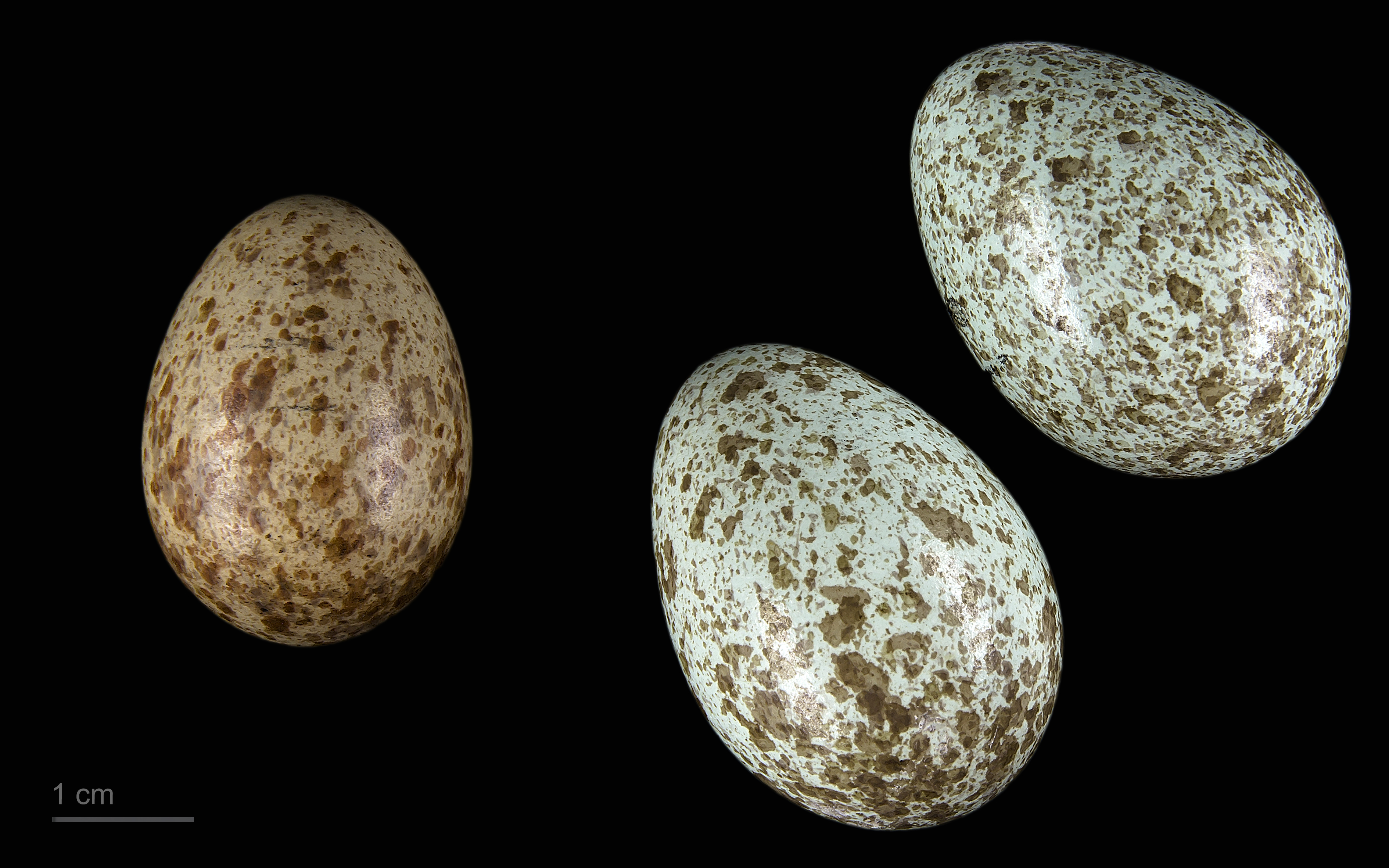
яйцо кукушки Eudynamys scolopaceus + Corvus splendens — Тулузский музеум

Блестя́щий во́рон (лат. Corvus splendens) — вид птиц из семейства врановых (Corvidae). Выделяют пять подвидов.

## Описание
Длина тела блестящего ворона — около 40 см (между галкой и чёрной вороной), причем блестящий ворон стройнее обеих. Самки меньше самцов.
Оперение на груди и шее тёплого серого оттенка, голова и плечи покрыты чёрным блестящим оперением, которое при солнечном свете переливается фиолетовым-синим и зелёным. Хвост, крылья и ноги тоже чёрные. Крылья не очень длинные, немного не достают до хвоста. Радужка глаза тёмно-коричневая.
Существуют небольшие региональные различия (глубина цвета в окраске, толщина клюва).

## Подвиды
По данным базы Международного союза орнитологов в составе вида Corvus splendens выделяют 5 подвидов:
- C. s. zugmayeri Laubmann, 1913. Отличается очень бледным воротничком. Живёт в Иране и в засушливых местах в Южной Азии;
- C. s. splendens Vieillot, 1817. Номинативный. Имеет серый воротничок. Живёт в Индии, Непале и Бангладеш;
- C. s. protegatus Madarász, G, 1904. Имеет более тёмную окраску. Встречается на юге Индии и на Шри-Ланке;
- C. s. maledivicus Reichenow, 1904. Встречается на Мальдивах;
- C. s. insolens Hume, 1874. Самые тёмные представители вида. Легко отличаются отсутствием серого воротничка. Встречаются в Мьянме.

## Распространение
Блестящий ворон встречается в Бангладеш, Бутане, Китае, Индии, Иране, на Мальдивских островах, в Мьянме, Непале, Пакистане, Сингапуре, Шри-Ланке, Таиланде.
В результате целенаправленной интродукции или случайного завоза с кораблями блестящие вороны появились в Кении, Танзании, ЮАР, Джибути, Египте, Саудовской Аравии, Израиле, Омане, Йемене.
Численность блестящих воронов растёт вслед за численностью людей в местах их обитания, поскольку они неплохо уживаются в городах, питаясь пищевыми отходами.
Экспансионный потенциал этого вида очень велик в тропиках, хотя пока ещё он не прижился в Новом Свете. Этот вид чрезвычайно устойчив и живёт рядом с людьми. Не известно ни одной популяции блестящего ворона, которая существовала бы независимо от людей.
При неэффективности переработки мусора и создании больших свалок достигает высокой численности, что может быть проблемой для других птиц, особенно, там, где данный вид является чужеродным.
Вне естественного ареала неоднократно предпринимались попытки искоренения или сокращения численности блестящих воронов.
Основными методами являются отлов, отстрел, уничтожение гнёзд, обрезка деревьев.
В ряде стран применяют авицид Старлицид (гидрохлорид 3-хлор-4-метиланилина). Хотя данная мера и позволяет в короткий срок сократить большую популяцию, это приводит лишь к кратковременному успеху, так как обилие пищи на свалках даёт возможность быстро восстановить численность.
Управление отходами, позволяющее лишить ворон основного источника пищи, часто игнорируется, особенно, в тех странах, в которых полагаются на яд как основной или единственный способ борьбы.

## Питание

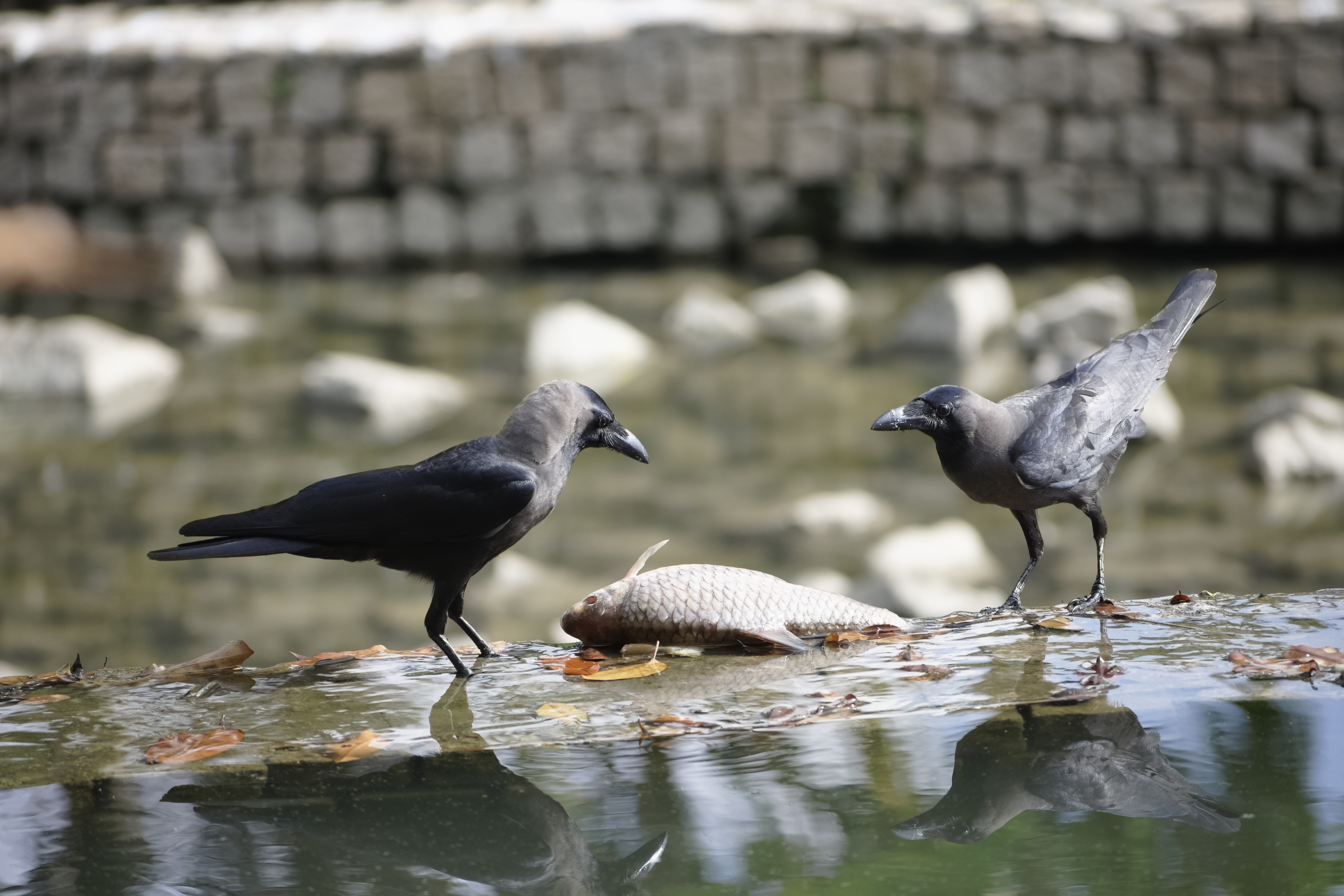
Два блестящих ворона стоят около рыбы

Живя рядом с людьми, блестящий ворон кормится около человеческих поселений. Он всеяден — может потреблять мелких животных, небольших рептилий, беспозвоночных, насекомых, яйца других птиц, фрукты и зерна. Большую часть еды он находит на земле. Готов есть всё, что выглядит съедобно, чем и обусловлена невероятная выживаемость.

## Гнездование
Хотя для гнездования блестящим воронам больше подходят деревья с широкими кронами, в городских условиях они используют телефонные столбы. Гнездо делается из веток. В одной кладке бывает 3-6 яиц. Обычно на каждом дереве находится только одно гнездо, но иногда могут селиться колонией.
Излюбленные страны для гнездования — Индия и Малайзия.

## Голос
Звук, издаваемый блестящим вороном, представляет собой грубое, немного хриплое «кааа-кааа».